# Глюксманн, Рафаэль
Рафаэ́ль Глюксма́нн (фр. Raphaël Glucksmann, р. 15 октября 1979) — французский политик, журналист и кинорежиссёр-документалист, евродепутат.

## Биография
Сын писателя Андре Глюксманна (1937—2015). Окончил Институт политических наук в Париже. Снял документальный фильм «Tuez-les tous!» («Убивайте всех!») о геноциде в Руанде. В 2004 году снял фильм «Orange 2004» об Оранжевой революции на Украине.
Один из основателей организации «Учёба без границ» (Études sans frontières), помогающей чеченской молодёжи получить образование в европейских университетах.
В 2008 году совместно со своим отцом написал книгу Mai 68 expliqué à Nicolas Sarkozy («Май 1968, объяснённый для Николя Саркози»). В период войны в Грузии открыто поддержал сторону Грузии и политику президента Саакашвили. Издал книгу интервью с Михаилом Саакашвили.
В 2011 году женился на Эке Згуладзе, у них родился сын Александр.
С 2015 года, не разводясь формально с Экой Згуладзе, состоит в отношениях с французской журналисткой Леа Саламе.
В 2018 году выступил соучредителем новой левоцентристской партии «Общественное место» (Place publique), в 2019 году возглавил совместный с Социалистической партией список на выборах в Европейский парламент. 26 мая 2019 года на европейских выборах список поддержали 6,2 % избирателей (1 403 170 человек) что обеспечило ему 6 депутатских мест.